# 殺人狂時代 (日本電影)
殺人狂時代（さつじんきょうじだ）是1967年的日本電影，敘述著一位瘋狂博士把精神病患改造成職業殺手的故事。

## 演員
- 桔梗信治：仲代達矢
- 青地：江原達怡
- 大友ビル：砂塚秀夫
- 鶴巻啓子：団令子
- 溝呂木省吾博士：天本英世
- 小松弓江：川口敦子
- 義眼的女人：富永美沙子
- 松葉杖的男人：久野征四郎
- 德國人Burukkenmaiya：Bruno Rusuke

## 製作人員
- 監製：田中友幸，角田健一郎
- 導演：岡本喜八
- 編劇：小川英，山崎忠昭，岡本喜八
- 音樂：佐藤勝
- 攝影：西垣六郎